# ديوك برستون
ديوك برستون (بالإنجليزية: Duke Preston)‏ هو لاعب كرة قدم أمريكية أمريكي، ولد في 12 يونيو 1982 في سان دييغو في الولايات المتحدة.

## وصلات خارجية
- ديوك برستون على موقع مرجع كرة القدم المحترفة.كوم (الإنجليزية)